# Hombourg (Sarre)
Pour les articles homonymes, voir Hombourg.
 (juin 2025).
Si vous disposez d'ouvrages ou d'articles de référence ou si vous connaissez des sites web de qualité traitant du thème abordé ici, merci de compléter l'article en donnant les références utiles à sa vérifiabilité et en les liant à la section « Notes et références ».
Hombourg (Homburg en allemand) est une ville universitaire allemande située dans l'est de la Sarre. Chef-lieu du district de Sarre-Palatinat, elle est la troisième plus grande ville de Sarre après Sarrebruck et Neunkirchen.

## Géographie

### Quartiers
- Altbreitenfelderhof
- Beeden
- Bruchhof
- Einöd
- Erbach
- Ingweiler
- Jägersburg
- Kirrberg
- Lappentascher Hof
- Reiskirchen
- Sanddorf
- Schwarzenacker
- Schwarzenbach
- Websweiler
- Wörschweiler

## Histoire
| Appartenances historiques Comté de Hombourg 1200-1449 Nassau-Sarrebruck 1449-1680 Royaume de France 1680-1697 Nassau-Sarrebruck 1697-1755 Palatinat-Deux-Ponts 1755-1797 République cisrhénane (Mont-Tonnerre) 1797-1802 République française (Mont-Tonnerre) 1802-1804 Empire français (Mont-Tonnerre) 1804-1813 Royaume de Bavière 1815-1871 Empire allemand 1871-1918 République de Weimar 1918-1920 Territoire du bassin de la Sarre 1920-1935 Reich allemand 1935-1945 Allemagne occupée 1945-1947 Protectorat de Sarre 1947-1956 Allemagne 1956-présent |

L'histoire de la ville commence déjà par un village romain. Au Moyen Âge, les ducs de Palatinat-Deux-Ponts y construisent un fort du nom de Hohenburg, qui est à l'origine du nom actuel de la ville. 
Pendant la guerre de Trente Ans, la ville est occupée par une garnison lorraine, et le colonel Jean de Croonders en reste le gouverneur de 1644 à 1671, jusqu'à sa cession à l' électorat de Trèves.
En 1679, durant la guerre de Hollande, la ville est prise par les troupes françaises.
Ville rattachée à la province rhénane de la Bavière (le Palatinat). Son château-fort est rasé à la suite de la paix de Bade (1714).
Le château du Karlsberg est érigé entre 1778 et 1788 par le Duc Charles II Auguste de Palatinat-Deux-Ponts et atteignait des dimensions encore plus importantes que Versailles. Il est détruit le 28 juillet 1793 par des troupes révolutionnaires françaises et il n'en reste que des remparts dans la forêt.
Hombourg a été détaché du Palatinat rhénan après la Première Guerre mondiale pour être rattaché à la Sarre.

## Économie
L'économie de Hombourg est largement dominée par la métallurgie, avec de grandes usines d'entreprises connues comme Bosch, ThyssenKrupp et INA. Michelin y a une usine qui produit des pneus de camion.
La brasserie Karlsberg a son siège à Hombourg et exporte aussi de la bière vers la France, sous la marque de Karlsbräu.
La polyclinique de Hombourg fait partie de l'université de la Sarre à Sarrebruck, comme faculté de médecine.

## Infrastructure
La ville dispose d'un accès direct à l'autoroute A 6 qui mène à Sarrebruck et Paris. Par la commune voisine de Kirkel, l'autoroute A 8 vers le Luxembourg et Deux-Ponts est facilement accessible. La route fédérale B 423 rallie Hombourg au sud du district avec la ville de Blieskastel ainsi qu'à Sarreguemines en Moselle, à une distance de 25 km.
La gare de Hombourg est une station des trains à grande vitesse ICE sur la ligne de Sarrebruck à Mannheim, les trains entre Paris-Est et Francfort HBf circulent sur la même ligne, ils n'ont cependant pas d'arrêt à Hombourg. Cette branche de la LGV Est européenne est pourtant atteignable en 25 minutes en passant par Sarrebruck.
Les aéroports de Sarrebruck-Ensheim et de Deux-Ponts sont à 20 minutes environ par autoroute.

## Jumelages

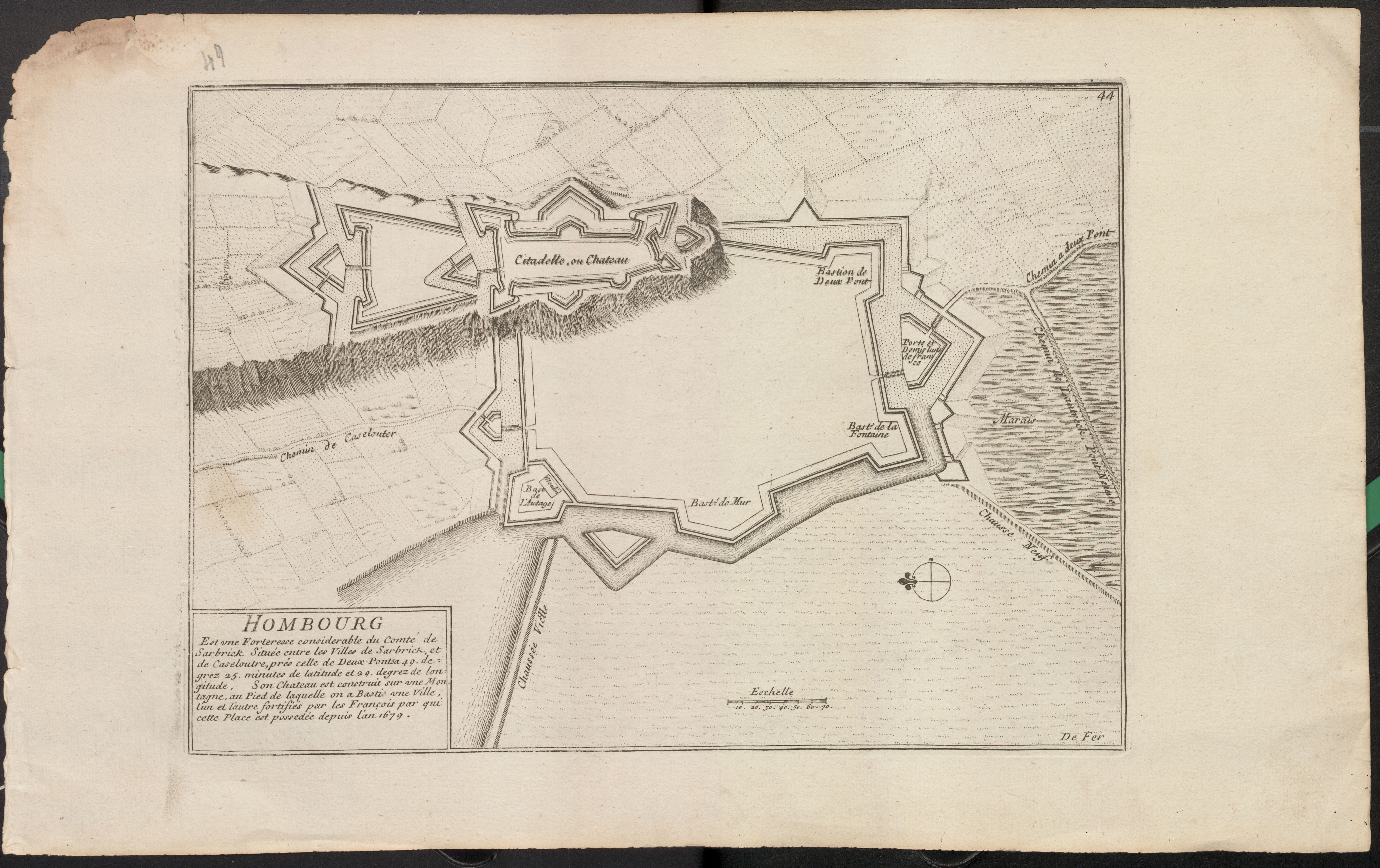
La citadelle de Homburg en 1700.

L'hôpital universitaire de Hombourg.

Hombourg est jumelée avec les villes suivantes :
- La Baule-Escoublac (France) (1984)
- Ilmenau (Allemagne) (1989)
- Albano Laziale (Italie) (2018)

## Personnalités liées
- Horst Ehrmantraut (de), footballeur né en 1955
- Stefan Eck (de), politicien, ex Tierschutzpartei (environnement humain Protection des animaux) et désormais indépendant, né en 1956
- Markus Schmidt-Märkl, directeur de télévision né en 1969
- Andreas Walzer, coureur cycliste, né en 1970
- Michael Jakosits, tireur sportif, né en 1970
- Markus Heitz, auteur fantastique, né en 1971
- Timo Bernhard, pilote automobile, né en 1981
- David Bardens, médecin allemand y est né en 1984
- Laura Steinbach handballeur, né en 1985
- Kelly Piquet, mannequin, chroniqueuse, blogueuse brésilienne, née en 1988

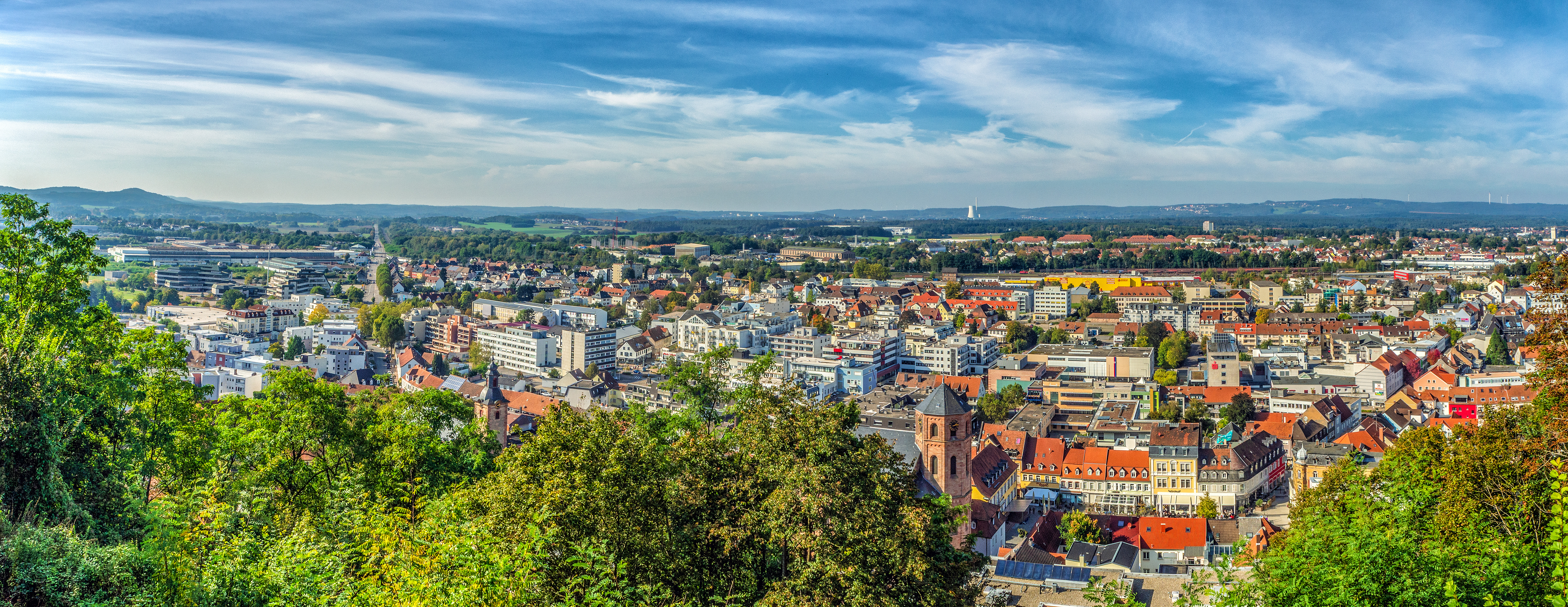
La ville vue du Schlossberg.